# Deserto di al-Dahna

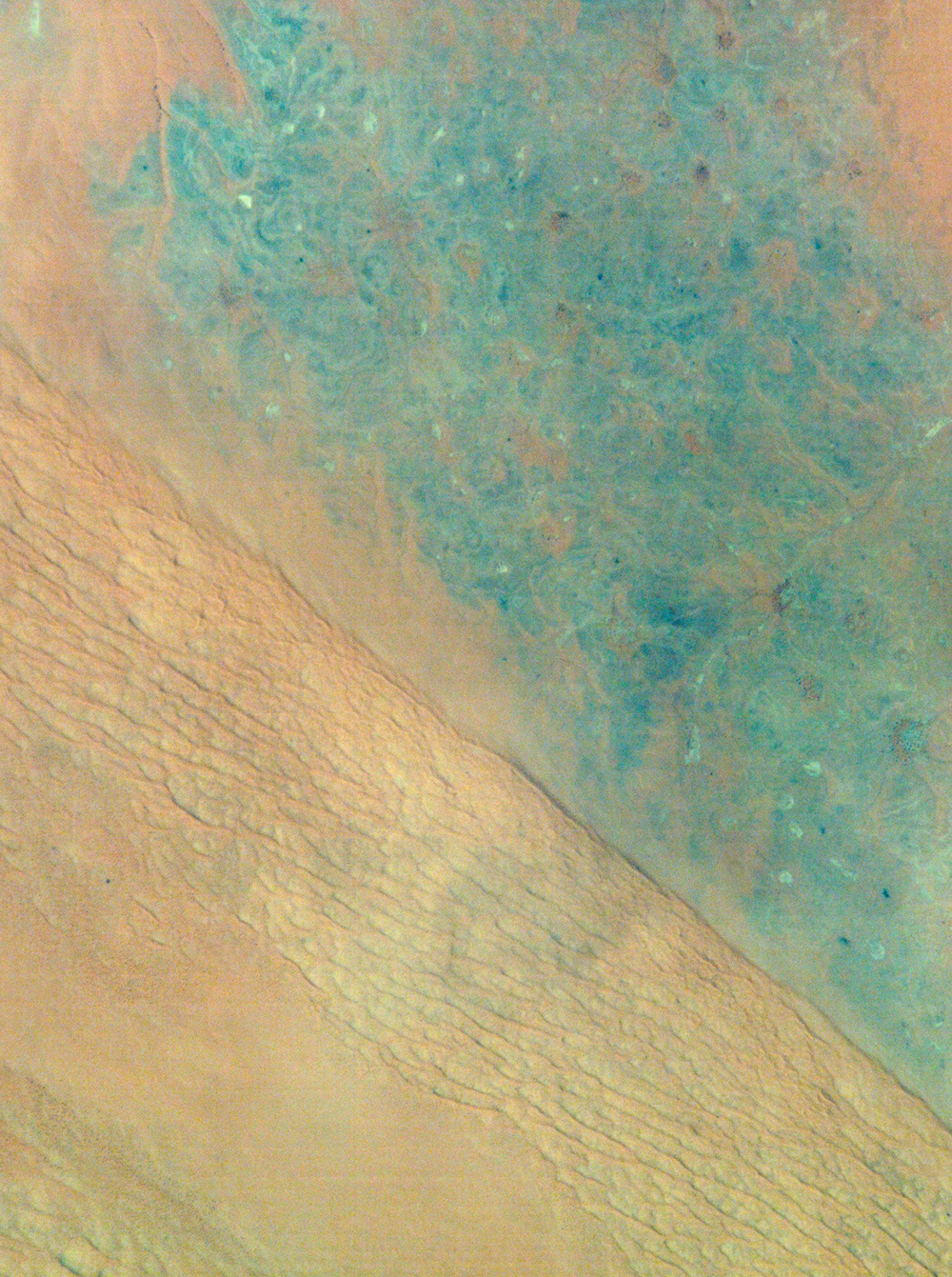
Vista satellitare del deserto di al-Dahna.

Il deserto di al-Dahnā (in arabo صحراء الدهناء‎?, al-Ṣaḥrāʾ al-Dahnāʾ) è la porzione centrale del vasto deserto Arabico.
Costituisce un corridoio sabbioso a forma di arco che collega il deserto del Nafud a nord con il deserto di Rubʿ al-Khālī a sud. Ha una lunghezza di poco più di 1,000 km che si sviluppano costeggiando i monti Ṭuwaʾiq a est; la sua larghezza è compresa tra 40 e 80 km. Funge anche da confine tra le regioni di Hasa e del Najd. Il deserto di al-Dahnāʾ è pertanto la striscia che congiunge i grandi deserti dell'Arabia Saudita.
Il deserto è costituito da una serie di sette deserti consecutivi, separati tra loro da pianure. Attraverso il deserto di al-Dahna passa la strada che collega il Kuwait con al-Zilfī e Riyāḍ e la strada che collega Riyāḍ con Hasa.
Il deserto di al-Dahnāʾ è formato da alte dune sabbiose disposte orizzontalmente, chiamate "vene" (in arabo عروق‎?, ʿarūq), di colore per lo più rossastro a causa della presenza di ossido di ferro. 

Una carovana nel deserto di al-Dahnāʾ

## Cavità naturali
Al di sotto degli inospitali deserti dell'Arabia Saudita si trova una serie di cavità e di complessi labirinti di grotte ricche di strutture cristalline, stalattiti e stalagmiti. Il basamento calcareo dell'altopiano del Summan, un'area carsica a est del deserto di al-Dahnāʾ, è traforato da una serie di cavità, note localmente come "Dahl". Alcune hanno entrate anguste che poi si aprono in grandi caverne, altre conducono a un dedalo di cunicoli che possono essere lunghi anche alcuni chilometri. Queste caverne sono ben conosciute dai beduini e alcune vengono usate anche come riserva di acqua.
Lo studio sistematico di queste cavità è iniziato nel 1981 ad opera del Saudi Geological Survey.